# Resolutie 2299 Veiligheidsraad Verenigde Naties
Resolutie 2299 van de Veiligheidsraad van de Verenigde Naties werd op 25 juli 2016 unaniem aangenomen door de VN-Veiligheidsraad. De resolutie verlengde de VN-hulpmissie in Irak opnieuw met een jaar.

## Achtergrond
Op 2 augustus 1990 viel Irak zijn zuiderbuur Koeweit binnen en bezette dat land. De Veiligheidsraad veroordeelde de inval nog diezelfde dag middels resolutie 660, en later kregen de lidstaten carte blanche om Koeweit te bevrijden. Eind februari 1991 was die strijd beslecht en legde Irak zich neer bij alle aangenomen VN-resoluties. Het land werd vervolgens verplicht om zich te ontwapenen door onder meer al zijn massavernietigingswapens te vernietigen. Daaraan werkte Irak echter met grote tegenzin mee, tot grote woede van de Verenigde Staten, die het land daarom in 2003 opnieuw binnenvielen. Er kwam een overgangsregering die internationale steun vroeg, waarop middels resolutie 1500 de VN-bijstandsmissie voor Irak werd opgericht. Die hielp onder meer met het opstellen van een nieuwe grondwet en organiseren van verkiezingen.
Inmiddels werd het land echter geplaagd door sektarisch geweld en bleven vele slachtoffers vallen door de talloze terreuraanslagen. Een van de terreurgroepen daarachter was Islamitische Staat in Irak, dat later Islamitische Staat in Irak en de Levant werd. Deze beweging palmde grote delen van het noordwesten van Irak in, waarop opnieuw een burgeroorlog ontstond in het land. Al het geweld kostte elke maand aan honderden Irakezen het leven. In juni 2016 waren er 382 burgerslachtoffers gevallen.

## Inhoud
De aanwezigheid van IS bedreigde de toekomst van Irak, en de enige manier om ertegenin te gaan was dat alle Irakezen zouden samenwerken. Politieke partijen werden opgeroepen hun verschillen opzij te zetten en tot een gezamenlijke visie voor verzoening en nationale eenheid te komen, teneinde een veilig, stabiel, federaal, verenigd en democratisch land op te bouwen. De Iraakse overheid had recent een aantal successen behaald, met de bevrijding van Sinjar, Bayji, Ramadi, Hīt en Falluja van IS.
Het was van belang dat de Verenigde Naties het Iraakse volk bleven bijstaan door het bestuur te versterken, de politieke dialoog en verzoening te faciliteren en kwetsbare groepen zoals vluchtelingen te helpen. Derhalve werd het mandaat van de bijstandsmissie UNAMI verlengd tot 31 juli 2017.
Lijst ·  2260 ·  2261 ·  2262 ·  2263 ·  2264 ·  2265 ·  2266 ·  2267 ·  2268 ·  2269 ·  2270 ·  2271 ·  2272 ·  2273 ·  2274 ·  2275 ·  2276 ·  2277 ·  2278 ·  2279 ·  2280 ·  2281 ·  2282 ·  2283 ·  2284 ·  2285 ·  2286 ·  2287 ·  2288 ·  2289 ·  2290 ·  2291 ·  2292 ·  2293 ·  2294 ·  2295 ·  2296 ·  2297 ·  2298 ·  2299 ·  2300 ·  2301 ·  2302 ·  2303 ·  2304 ·  2305 ·  2306 ·  2307 ·  2308 ·  2309 ·  2310 ·  2311 ·  2312 ·  2313 ·  2314 ·  2315 ·  2316 ·  2317 ·  2318 ·  2319 ·  2320 ·  2321 ·  2322 ·  2323 ·  2324 ·  2325 ·  2326 ·  2327 ·  2328 ·  2329 ·  2330 ·  2331 ·  2332 ·  2333 ·  2334 ·  2335 ·  2336